# Stephen Kibet
Stephen Kosgei Kibet (9 november 1986) is een Keniaanse atleet, die is gespecialiseerd in de lange afstand. Met een persoonlijk record van 58.54 op de halve marathon behoort hij tot de tien snelsten atleten ter wereld op deze afstand.

## Biografie
In 2009 werd hij derde bij de halve marathon van Rome naar Ostia en de halve marathon van Nice. In het jaar erop won hij de halve marathon van Azpeitia, de halve marathon van Porto en behaalde hij een vierde plaats bij Beach to Beacon 10K.
In 2011 debuteerde hij op de marathon en finishte als vijfde bij de marathon van Dubai in 2:09.27. Ook won hij de halve marathon van Parijs, behaalde een twaalfde plaats bij de marathon van Parijs en won de halve marathon van Udine. In 2012 werd hij vijfde op het WK halve marathon. Met zijn teamgenoten John Nzau Mwangangi en Pius Maiyo Kirop werd hij eerste in het landenklassement.
In Nederland is hij geen onbekende, zo won hij in 2012 de City-Pier-City Loop en werd hij vierde op de marathon Rotterdam datzelfde jaar.

## Persoonlijke records
| Onderdeel      | Prestatie | Datum             | Plaats     |
| -------------- | --------- | ----------------- | ---------- |
| 10 km          | 27.28     | 18 september 2016 | Kopenhagen |
| 15 km          | 42.01     | 18 september 2016 | Kopenhagen |
| 20 km          | 56.26     | 18 september 2016 | Kopenhagen |
| halve marathon | 58.54     | 11 maart 2012     | Den Haag   |
| 25 km          | 1:13.07   | 15 april 2012     | Rotterdam  |
| 30 km          | 1:28.23   | 15 april 2012     | Rotterdam  |
| marathon       | 2:08.05   | 15 april 2012     | Rotterdam  |

## Palmares

### 5000 m
- 2015:  International Meet Demósthenes de Almeida in Luanda - 13.38,47

### 10 km
- 2010:  Le Miglia de Agordo in Taibon Agordino - 28.36
- 2010: 4e TD Banknorth Beach to Beacon in Cape Elizabeth - 27.51,4
- 2012:  Beach To Beacon in Cape Elizabeth - 27.59,1
- 2012:  Corrida de São Silvestre in Luanda - 28.32
- 2013: 4e Beach to Beacon in Cape Elizabeth - 28.28
- 2014:  TD Beach To Beacon in Cape Elizabeth - 27.43,1
- 2014:  Corrida de São Silvestre in Luanda - 28.34
- 2015:  TD Beach To Beacon in Cape Elizabeth - 28.28,2
- 2017:  TD Beach To Beacon in Cape Elizabeth - 27.54,1

### 15 km
- 2010:  Corrida Festas da Cidade do Porto - 43.48
- 2016:  Corrida de São Silvestre - 45.00

### halve marathon
- 2008:  halve marathon van Guanajuato - 1:06.09
- 2009:  halve marathon van Ostia - 1:01.19
- 2009:  halve marathon van Nice - 1:00.34
- 2010:  halve marathon van Azpeitia - 1:00.48
- 2010:  halve marathon van Porto - 1:00.09
- 2011:  halve marathon van Parijs - 1:01.36
- 2011:  halve marathon van Udine - 1:00.20
- 2012:  City-Pier-City Loop - 58.54
- 2012: 5e WK in Kavarna - 1:01.40
- 2013: 5e halve marathon van Ras al-Khaimah - 59.59
- 2013:  halve marathon van San Diego - 1:01.43
- 2014:  halve marathon van Luanda - 1:00.35
- 2014:  halve marathon van Lissabon - 1:01.06
- 2014:  halve marathon van Hefei - 1:04.11
- 2015:  halve marathon van Lissabon - 59.58
- 2015:  halve marathon van Luanda - 1:01.09
- 2015:  halve marathon van Guangzhou - 1:04.11
- 2016:  City-Pier-City Loop - 1:00.33
- 2016:  halve marathon van Kopenhagen - 59.28
- 2016:  halve marathon van Valencia - 59.27
- 2018: 5e City-Pier-City Loop - 1:00.39

### marathon
- 2011: 5e marathon van Dubai - 2:09.27
- 2011: 12e marathon van Parijs - 2:12.02
- 2012: 4e marathon van Rotterdam - 2:08.05
- 2013: 4e marathon van Milaan - 2:12.31
- 2015: 10e marathon van Hamburg - 2:11.08
- 2016: 5e marathon van Daegu - 2:13.25